# Sofia Luciani
Sofia Luciani (Macerata, 31 gennaio 1993) è un'ex giocatrice di calcio a 5 ed ex calciatrice italiana, che ha legato la sua carriera al Città di Falconara C5.

## Carriera

### Nazionale
Nel maggio 2012 Luciani è tra le 28 calciatrici convocate dal coordinatore delle squadre nazionali giovanili femminili Corrado Corradini nel raduno che dal 10 al 14 giugno determinò la rosa della Nazionale Under-20 per disputare in Giappone il Mondiale di categoria 2012. Selezionata per Tokyo, Luciani viene utilizzata in due occasioni, nella partita del 19 agosto pareggiata 1-1 con le avversarie del Brasile e in quella del 22 agosto persa 2-0 con la Corea del Sud.

### Calcio a 5

#### Club
A partire dalla stagione 2014/2015 passa dal calcio al calcio a 5 con le Citizens del Città di Falconara, squadra che milita nella massima serie nazionale, della quale diventa in breve tempo pilastro insostituibile, capitano (a partire dalla stagione 2016/2017) e giocatrice con il maggior numero di gol e di presenze in Serie A.
Nel 2021 alza al cielo il primo titolo nazionale della storia della squadra: la Coppa Italia 2020/2021. Nello stesso anno la squadra arriva in finale scudetto, persa poi contro il Montesilvano. L'anno successivo è quello dello storico il Triplete nazionale: da capitano vince la Supercoppa Italiana a dicembre, la Coppa Italia ad aprile e lo Scudetto in gara-3 il 12 giugno 2022.
Il 6 febbraio 2022 in Audace Verona - Città di Falconara mette a segno il 100º gol con la maglia delle Citizens tra Serie A e Coppe.
Il campionato successivo conferma la striscia positiva di vittorie con la conquista della Supercoppa Italiana 2022 nella finale di Genzano contro il Real Statte e, il 22 dicembre, del titolo continentale al termine dell'European Women's Futsal Tournament 2022, la Champions del calcio a 5 femminile. Proprio la finale per il titolo europeo, vinta contro il Benfica, è la sua ultima gara con le Citizens.

#### Nazionale
Convocata dal ct Menichelli, prende parte alla nascita della Nazionale di calcio a 5 femminile dell'Italia nel gennaio 2015. Il 13 settembre 2018 contro la Romania, gara di qualificazione all'Europeo 2019 terminata 8-2 per l'Italia, segna la sua prima rete in Azzurro.

## Statistiche

### Presenze e reti nel calcio a 5
Aggiornato a maggio 2023.
| Stagione                  | Squadra                   | Campionato                | Campionato | Campionato | Coppa della Divisione | Coppa della Divisione | Coppa Italia | Coppa Italia | Supercoppa Italiana | Supercoppa Italiana | European Woman's Futsal | European Woman's Futsal | Totale | Totale |
| Stagione                  | Squadra                   | Comp                      | Pres       | Reti       | Pres                  | Reti                  | Pres         | Reti         | Pres                | Reti                | Pres                    | Reti                    | Pres   | Reti   |
| ------------------------- | ------------------------- | ------------------------- | ---------- | ---------- | --------------------- | --------------------- | ------------ | ------------ | ------------------- | ------------------- | ----------------------- | ----------------------- | ------ | ------ |
| 2014-2015                 | Falconara                 | Serie A                   | 26         | 17         |                       |                       |              |              |                     |                     |                         |                         | 26     | 17     |
| 2015-2016                 | Falconara                 | Serie A Élite             | 19         | 16         |                       |                       |              |              |                     |                     |                         |                         | 19     | 16     |
| 2016-2017                 | Falconara                 | Serie A Élite             | 20         | 8          |                       |                       |              |              |                     |                     |                         |                         | 20     | 8      |
| 2017-2018                 | Falconara                 | Serie A                   | 32         | 21         |                       |                       |              |              |                     |                     |                         |                         | 32     | 21     |
| 2018-2019                 | Falconara                 | Serie A                   | 30         | 10         |                       |                       |              |              |                     |                     |                         |                         | 30     | 10     |
| 2019-2020                 | Falconara                 | Serie A                   | 18         | 14         | 4                     | 5                     |              |              |                     |                     |                         |                         | 22     | 19     |
| 2020-2021                 | Falconara                 | Serie A                   | 24         | 8          |                       |                       | 2            | 0            |                     |                     |                         |                         | 26     | 8      |
| 2021-2022                 | Falconara                 | Serie A                   | 25         | 6          |                       |                       | 3            | 1            | 1                   | 0                   |                         |                         | 29     | 7      |
| 2022-2023                 | Falconara                 | Serie A                   | 2          | 0          |                       |                       |              |              | 1                   | 0                   | 3                       | 0                       | 6      | 0      |
| Totale Città di Falconara | Totale Città di Falconara | Totale Città di Falconara | 196        | 100        | 4                     | 5                     | 5            | 1            | 2                   | 0                   | 3                       | 0                       | 209    | 106    |
| Totale carriera           | Totale carriera           | Totale carriera           | 196        | 100        | 4                     | 5                     | 5            | 1            | 2                   | 0                   | 3                       | 0                       | 209    | 106    |

## Palmarès
- : Scudetto 1

Città di Falconara: 2021-22
- Coppa Italia: 2

Città di Falconara: 2020-2021, 2021-2022
- Supercoppa Italiana: 2

Città di Falconara: 2021, 2022
- European Women's Futsal Tournament: 1

Città di Falconara: 2022